# كريس ريدمان
كريس ريدمان (بالإنجليزية: Chris Redman)‏ هو لاعب كرة قدم أمريكية أمريكي، ولد في 7 يوليو 1977 في لويفيل في الولايات المتحدة.

## وصلات خارجية
- كريس ريدمان على موقع مرجع كرة القدم المحترفة.كوم (الإنجليزية)